# George Thomas Beatson

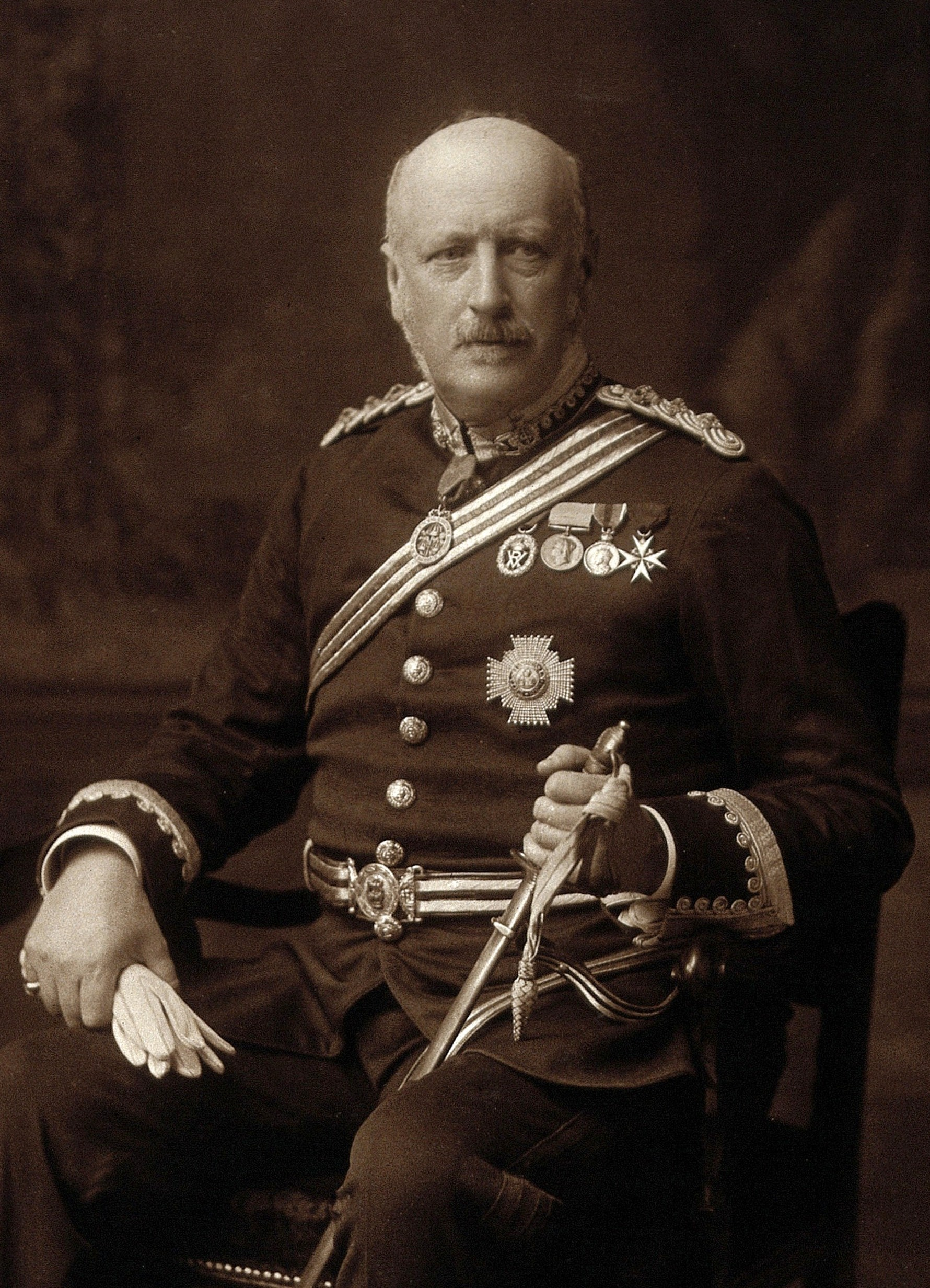
George Thomas Beatson

Sir George Thomas Beatson (* 1848 in Trincomalee, Ceylon; † 16. Februar 1933) war ein britischer Arzt und Pionier auf dem Gebiet der gynäkologischen Onkologie. Er entwickelte eine neue Behandlungsmethode für Brustkrebs und wird „der Vater der endokrinen Krebsbehandlung“ genannt. Das Beatson West of Scotland Cancer Centre und das Beatson Institute for Cancer Research sind nach ihm benannt.

## Biografie
Sein Vater war George Stewart Beatson, Honorary Physician von Königin Victoria und Surgeon General der Indian Army. Beatson siedelte als Knabe nach Schottland über und wuchs in Campbeltown auf. Er besuchte zunächst das King William’s College auf der Isle of Man und danach das Clare College, Cambridge, welches er mit BA im Jahr 1871 abschloss. Im Jahr 1874 diplomierte er an der University of Edinburgh. Beatson studierte Medizin und untersuchte die Beziehungen zwischen Ovulation, Lactation und Krebs. Er promovierte als MD im Jahre 1878. Dann arbeitete Beatson bei Joseph Lister, der den Lehrstuhl der Chirurgie innehatte.
Um 1878 siedelte Beatson nach Glasgow über und eröffnete dort eine Arztpraxis. Er trat auch in die 1st Lanark Artillery, eine Einheit der Volunteer Forces, ein, die später zur Territorial Army wurde. Er wurde zum Assistenz-Professor der Chirurgie an Glasgows Western Infirmary ernannt. im Jahr 1893 wurde er beratender Chirurg an der „Glasgow Cancer and Skin Institution“. Diese wurde 1894 in „Glasgow Cancer Hospital“ umbenannt, Beatson wurde deren Direktor. Beatson gründete einen  Hausbetreuungsservice, der Patienten mit Behandlungspflegeleistungen in ihren eigenen Wohnungen versorgte.
Im Jahr 1896 veröffentlichte er eine Arbeit mit dem Titel On Treatment of Inoperable Cases of Carcinoma of the Mamma: Suggestions for a New Method of Treatment, with Illustrative Cases. (Behandlung inoperabler Fälle von Brustkrebs: Anregungen einer neuen Behandlungsmethode, mit beschreibenden Fällen). Darin stellte er die von ihm durchgeführte Behandlung dreier Patientinnen mit fortgeschrittenem Brustkrebs vor, die in der beiderseitigen Entfernung der Ovarien bestand (Ovariektomie). Obwohl er die Operation danach selbst nicht mehr durchführte, wurde die Ovariektomie in den folgenden Jahren zur Standardbehandlungsmethode bei metastasierendem Brustkrebs. Beatson wird als der Vater der antihormonellen Behandlung von Brustkrebs angesehen, weil er als erster Remissionen von Metastasen des Brustkrebses nach dieser Operation beschrieb.
Im Jahr 1948 wurde ihm zu Ehren das Glasgow Cancer Hospital in „Royal Beatson Memorial Hospital“ umbenannt. Die Institution ist heute als Beatson West of Scotland Cancer Centre bekannt. Im Jahre 1967 wurde die Forschungsabteilung des Hospitals zum „Beatson Institute for Cancer Research“. Das Institut wird von Cancer Research UK finanziert und befindet sich in Bearsden.